# Hayner
Hayner William Monjardim Cordeiro (Vitória, Espírito Santo, Brasil, 2 de octubre de 1995) es un futbolista brasileño que juega como defensa en el Coritiba del Campeonato Brasileño de Serie A, a préstamo del Azuriz.

## Trayectoria
Nació el 2 de octubre de 1995 en la ciudad de Vitória, y es producto de las divisiones inferiores del Rio Branco de Espírito Santo. En 2015, después de destacarse con el club en el Campeonato Capixaba, fichó por el Esporte Clube Bahia. Debutó en el primer equipo el 22 de agosto de 2015, jugando en un partido de la Serie B contra el América-MG. Sin embargo, no se convirtió en un jugador titular, participando en 9 partidos de liga y 9 partidos en el Campeonato Baiano, anotando 3 goles en el último. Como resultado, de 2016 a 2017 jugó a préstamo en los equipos Náutic y Paysandu.
A principios de 2018 se unió al Novorizontino, y luego, en verano, se trasladó a Portugal para unirse al club Louletano, que jugaba en el Campeonato de Portugal, la tercera división nacional, donde pasó la siguiente temporada.
En 2020 regresó a su tierra natal y jugó para el Cuiabá en la Serie B, y en 2021 firmó un contrato con el club Azuriz, donde jugó en el Campeonato Paranaense y luego, en verano, se unió al Sport Recife en calidad de préstamo, donde debutó en la Serie A brasileña.
En 2022, jugó a préstamo en otro club de la Serie A, el Atlético Goianiense, donde participó en 40 partidos en todas las competiciones, anotando 1 gol, recibiendo 14 tarjetas amarillas y 2 tarjetas rojas, y ganando el Campeonato Goiano, incluso jugando en la final contra el Goiás.
En enero de 2023, se unió a préstamo hasta el final de la temporada con opción de compra al Dnipro-1. En junio de 2023, dejó el club ucraniano.
En agosto de 2023, firmó un contrato de préstamo con el Coritiba, con los mismos términos del contrato de préstamo anterior.